# Saint-Malachie
| Saint-Malachie                |                        |
|                               |                        |
| Coordenadas: 46º32'N, 70º46'W |                        |
| Província                     | Quebec                 |
| Região administrativa         | Chaudière-Appalaches   |
| Incorporado em                | 1 de junho de 1874     |
| Prefeito                      | Vital Labonté          |
| Código postal                 | 19025                  |
|                               |                        |
| Área                          |                        |
| - Cidade                      | 100,6 km², 40,2 mi²    |
| Fuso horário                  | UTC -5                 |
| População (2006)              |                        |
| - Cidade                      | 1.371                  |
| - Densidade                   | 14 hab/km², 34 hab/mi² |

Saint-Malachie é uma municipalidade canadense do conselho municipal regional de Bellechasse, Quebec, localizada na região administrativa de Chaudière-Appalaches. Em sua área de pouco mais de 100 km2, habitam cerca de 1 300 pessoas.